# Államok vezetőinek listája 341-ben
Ezen az oldalon az i. sz. 341-ben fennálló államok vezetőinek névsora olvasható földrészek, majd országok szerinti bontásban.

## Európa
- Boszporoszi Királyság
  - Király: V. Rhészkuporisz (324/325–343)

- Római Birodalom
  - Császár: Constans (337–350)
  - Császár: II. Constantius (337–361) 
    - Consul: Antonius Marcellinus
    - Consul: Petronius Probinus

## Ázsia
- Armenia
  - Király: VII. Tigranész (338–350)

- Ibériai Királyság
  - Király: III. Mirian (284–361)

- India
  - Anuradhapura
    - Király: II. Csétta Tikka (332-341)
    - Király: Buddhadásza (341-370)

  - Gupta Birodalom
    - Király: Szamudragupta (335–375)

  - Vákátaka
    - Király: I. Pravaraszéna (284–344)

- Japán
  - Császár: Nintoku (313–399)

- Kína (Csin-dinasztia)/Tizenhat királyság
  - Császár: Csin Cseng-ti (325–342)
  - Kései Csao: Si Hu (334–349)
  - Cseng Han: Li Sou (338–343)
  - Korai Liang: Csang Csün (324–346)
  - Korai Jen: Murong Huang (337–348)

- Korea
  - Pekcse
    - Király: Pirju (304–344)

  - Kogurjo
    - Király: Kogugvon (331–371)

  - Silla
    - Király: Hulhe (310–356)

  - Kumgvan Kaja
    - Király: Kodzsilmi (291-346)

- Szászánida Birodalom
  - Nagykirály: II. Sápur (309–379)

## Afrika
- Kusita Királyság
  - Kusita uralkodók listája

## Amerika
- Tikal
  - Király: K'inich Muwaan Jol (317?-359)

## Fordítás
- Ez a szócikk részben vagy egészben  a   Liste der Staatsoberhäupter 341 című német Wikipédia-szócikk ezen változatának fordításán alapul.  Az eredeti cikk szerkesztőit annak laptörténete sorolja fel. Ez a jelzés csupán a megfogalmazás eredetét és a szerzői jogokat jelzi, nem szolgál a cikkben szereplő információk forrásmegjelöléseként.